# Oligomyrmex incertus
Oligomyrmex incertus är en myrart som beskrevs av Santschi 1919. Oligomyrmex incertus ingår i släktet Oligomyrmex och familjen myror. Inga underarter finns listade i Catalogue of Life.